# Jolien D'Hoore
Jolien D'Hoore (Gante, 14 de marzo de 1990) es una deportista belga que compitió en ciclismo en las modalidades de pista, especialista en las pruebas de puntuación y ómnium, y ruta.
Participó en dos Juegos Olímpicos de Verano, obteniendo una medalla de bronce en Río de Janeiro 2016, en la prueba de ómnium, y el quinto lugar en Londres 2012, en la misma prueba.
Ganó cuatro medallas en el Campeonato Mundial de Ciclismo en Pista, en los años 2017 y 2019, y seis medallas en el Campeonato Europeo de Ciclismo en Pista entre los años 2009 y 2018.

## Biografía
Debutó como profesional en 2008 en el Topsport Vlaanderen tras competir en pruebas de pista desde 2007. En carreras por etapas consiguió la clasificación general del Tour de la Isla de Chongming (2017) y dos veces la del BeNe Tour (2015 y 2016), así como tres victorias de etapa en el Giro de Italia Femenino. En carreras de un día ganó tres veces el Diamond Tour (2014, 2015 y 2016), una vez el Tour de Drenthe (2015) y una vez la Omloop van het Hageland (2015).
A finales de 2021 se retiró de la competición, y en 2022 se unió al equipo AG Insurance NXTG como directora deportiva.

## Medallero internacional
| Juegos Olímpicos   | Juegos Olímpicos         | Juegos Olímpicos  | Juegos Olímpicos |
| Año                | Lugar                    | Medalla           | Competición      |
| ------------------ | ------------------------ | ----------------- | ---------------- |
| 2016               | Río de Janeiro (Brasil)  | Medalla de bronce | Ómnium           |
| Campeonato Mundial |                          |                   |                  |
| Año                | Lugar                    | Medalla           | Competición      |
| 2017               | Hong Kong (China)        | Medalla de oro    | Madison          |
| 2017               | Hong Kong (China)        | Medalla de bronce | Scratch          |
| 2018               | Apeldoorn (Países Bajos) | Medalla de plata  | Scratch          |
| 2019               | Pruszków (Polonia)       | Medalla de bronce | Scratch          |
| Campeonato Europeo |                          |                   |                  |
| Año                | Lugar                    | Medalla           | Competición      |
| 2009               | Gante (Bélgica)          | Medalla de plata  | Ómnium           |
| 2013               | Apeldoorn (Países Bajos) | Medalla de bronce | Ómnium           |
| 2014               | Baie-Mahault (Francia)   | Medalla de plata  | Ómnium           |
| 2016               | Saint-Quentin (Francia)  | Medalla de oro    | Madison          |
| 2016               | Saint-Quentin (Francia)  | Medalla de plata  | Puntuación       |
| 2018               | Glasgow (Reino Unido)    | Medalla de bronce | Scratch          |

1. ↑  Campeonato Europeo realizado sólo para la disciplina de ómnium.

## Palmarés

### Pista
| 2007 (como amateur) - Campeonato de Bélgica 500 m - 2.ª en el Campeonato de Bélgica Persecución - 2.ª en el Campeonato de Bélgica Keirin - 2.ª en el Campeonato de Bélgica Puntuación - Campeonato de Bélgica Velocidad 2009 - Campeonato de Bélgica 500 m - 2.ª en el Campeonato de Bélgica Puntuación - Campeonato de Bélgica Velocidad por Equipos (haciendo equipo con Kelly Druyts) - Campeonato de Bélgica Persecución por Equipos (haciendo equipo con Jessie Daams y Kelly Druyts) 2010 - Campeonato de Bélgica 500 m - 2.ª en el Campeonato de Bélgica Puntuación - Campeonato de Bélgica Scratch - Campeonato de Bélgica Persecución - Campeonato de Bélgica Omnium - Campeonato de Bélgica Velocidad por Equipos (haciendo equipo con Kelly Druyts) - Campeonato de Bélgica Persecución por Equipos (haciendo equipo con Kelly Druyts) 2012 - Campeonato de Bélgica Omnium 2013 - Pruszków Puntuación - Aigle Scratch - Aigle Puntuación - 3.ª en el Campeonato Europeo Omnium | 2014 - Cottbus 500 m - Cottbus Omnium - Cottbus Puntuación - 2.ª en el Campeonato Europeo Omnium - Gent Omnium 2015 - Campeonato de Bélgica en Persecución - Campeonato de Bélgica Scratch - Campeonato de Bélgica 500 m - Campeonato de Bélgica en Puntuación 2016 - 3.ª en el Campeonato Olímpico en Omnium - 2.ª en el Campeona de Europa en Puntuación - 1.ª Campeonato de Europa en Madison (con Lotte Kopecky) 2017 - Campeonato Mundial en Madison (haciendo pareja con Lotte Kopecky) - 3.ª en el Campeonato Mundial en Scratch 2018 - 2.ª en el Campeonato Mundial en Scratch |

### Carretera
| 2012 - Campeonato de Bélgica en Ruta 2013 - Dwars door de Westhoek 2014 - Diamond Tour - Campeonato de Bélgica en Ruta - 2 etapas del BeNe Ladies Tour - 1 etapa del Boels Rental Ladies Tour 2015 - Omloop van het Hageland - Boels Rental Tour de Drenthe - 1 etapa del Energiewacht Tour - Diamond Tour - 1 etapa del The Friends Life Women's Tour - 2.ª en el Campeonato de Bélgica Contrarreloj - Campeonato de Bélgica en Ruta - BeNe Ladies Tour, más 3 etapas - Open de Suède Vargarda - 2 etapas del Boels Rental Ladies Tour - 2.ª en la Copa del Mundo - 3.ª en el Ranking UCI 2016 - Flanders Diamond Tour - 3.ª en el Campeonato de Bélgica en Ruta - 1 etapa del Tour de Feminin-O cenu Českého Švýcarska - BeNe Ladies Tour, más 3 etapas - Madrid Challenge by la Vuelta | 2017 - Omloop van het Hageland - Gran Premio de Dottignies - Tour de la Isla de Chongming, más 2 etapas - 1 etapa del The Women's Tour - Campeonato de Bélgica en Ruta - 1 etapa del Giro de Italia Femenino - 1 etapa del Ladies Tour of Norway - 2 etapas del Lotto Belgium Tour - Madrid Challenge by La Vuelta 2018 - Tres Días de Brujas-La Panne - 1 etapa del The Women's Tour - 2 etapas del Giro de Italia Femenino 2019 - 1 etapa de la Emakumeen Euskal Bira - 2 etapas del The Women's Tour - 2.ª en el Campeonato de Bélgica Contrarreloj - 2.ª en el Campeonato de Bélgica en Ruta 2020 - Gante-Wevelgem femenina 2021 - 1 etapa del Healthy Ageing Tour |

## Resultados en Grandes Vueltas y Campeonatos del Mundo
Durante su carrera deportiva consiguió los siguientes puestos en las Grandes Vueltas femeninas y en los Campeonatos del Mundo en carretera:
| Carrera         | Carrera         | 2009 | 2010 | 2011 | 2012 | 2013 | 2014 | 2015 | 2016 | 2017 | 2018  | 2019 | 2020 | 2021 |
| --------------- | --------------- | ---- | ---- | ---- | ---- | ---- | ---- | ---- | ---- | ---- | ----- | ---- | ---- | ---- |
|                 | Giro de Italia  | —    | —    | —    | —    | —    | 98.ª | Ab.  | —    | 91.ª | 113.ª | —    | Ab.  | —    |
|                 | Tour de l'Aude  | —    | —    | X    | X    | X    | X    | X    | X    | X    | X     | X    | X    | X    |
|                 | Grande Boucle   | —    | X    | X    | X    | X    | X    | X    | X    | X    | X     | X    | X    | X    |
| Mundial en Ruta | Mundial en Ruta | —    | —    | —    | —    | —    | —    | 49.ª | 10.ª | Ab.  | —     | —    | —    | 34.ª |

| —: No participó | Ab: Abandono | X: Edición no celebrada |

## Equipos
- Vlaanderen-Capri Sonne-T-Interim (amateur) (2007)
- Topsport Vlaanderen (2009-2012)
  - Topsport Vlaanderen Thompson Ladies Team (2009)
  - Topsport Vlaanderen-Thompson (2010)
  - Topsport Vlaanderen 2012-Ridley (2011)
  - Topsport Vlaanderen-Ridley 2012 (2012)
- Lotto Belisol Ladies (2013-2014)
- Wiggle (2015-2017)
  - Wiggle Honda (2015)
  - Wiggle High5 (2016-2017)
- Mitchelton-Scott (2018)
- Boels-Dolmans/SD Worx (2019-2021)
  - Boels-Dolmans Cycling Team (2019-2020)
  - Team SD Worx (2021)